# Ostravice zastávka
Ostravice zastávka je železniční zastávka, která se nachází v severní části vesnice Ostravice v okrese Frýdek-Místek. Leží v km 4,420 jednokolejné trati Frýdlant nad Ostravicí – Ostravice mezi zastávkou Frýdlant nad Ostravicí-Nová Dědina a stanicí Ostravice.

## Historie
Zastávka nese stávající název minimálně od roku 1939, tehdy však i s německou variantou Ostrawitz Haltestelle, od roku 1945 se používá již pouze český název.

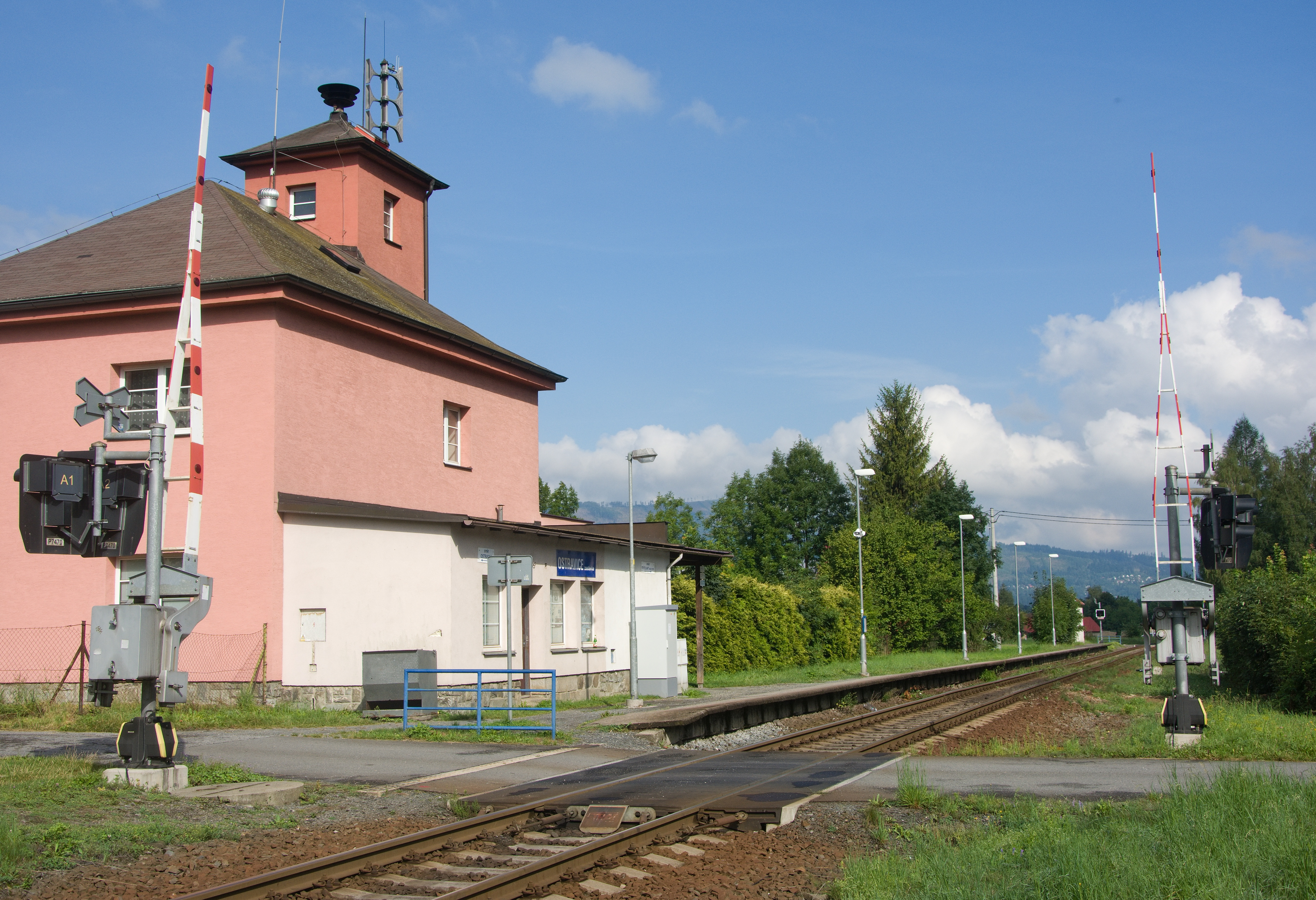
Celkový pohled na zastávku a přejezd P7470

## Popis zastávky
V zastávce je u traťové koleje zřízeno panelové nástupiště o délce 117 metrů, výška nástupní hrany se nachází 250 mm nad temenem kolejnice. Nástupiště se nachází vpravo ve směru jízdy od Frýdlantu do Ostravice.
Cestujícím je k dispozici přístřešek, který je součástí zděného objektu zastávky. Osvětlení v zastávce se spíná automaticky pomocí soumrakového čidla. Přístup k zastávce je z místní komunikace od přejezdu P7470 v km 4,445 (přejezd je vybaven světelným přejezdovým zabezpečovacím zařízením se závorami). Zastávka je trvale neobsazená železničními zaměstnanci. Cestující jsou informování o jízdách vlaků pomocí akustického informační systém INISS, který je ovládán ze stanice Frýdlant nad Ostravicí. V zastávce se neprodávají jízdenky, odbavení cestujících probíhá ve vlaku.

## Provoz osobní dopravy
V zastávce zastavují osobní vlaky ČD z/do Frýdlantu nad Ostravicí a Ostravice na lince Esko S5, která je integrovaná v systému ODIS. Zastavují zde také 2 ze 3 spěšných vlaků Lysohor.